# ゼイビア・ウォージー
ゼイビア・グレン・ウォージー（Xavier Glenn Worthy, 2003年4月27日 - ）は、アメリカ合衆国カリフォルニア州フレズノ出身のアメリカンフットボール選手。ポジションはワイドレシーバー。

## 経歴

### ハイスクール
高校卒業後はミシガン大学へ進学予定だったが、後に進路を変更してテキサス大学へ進学した。

### カレッジ
1年目の2021年シーズンから主力として活躍し、12試合に出場して62レシーブ、981レシーブ獲得ヤード、12のレシービングTDを記録。テキサス大学の1年生によるシーズン最多レシーブ獲得ヤード記録を更新した。
2023年シーズンは14試合に出場して75レシーブ、1,014レシーブ獲得ヤード、5つのレシービングTDを記録した。シーズン終了後、2024年のNFLドラフトにアーリーエントリーした。

### カンザスシティ・チーフス
| 5 ft 11+1⁄4 in (181 cm)     | 165 lb (75 kg) | 31+1⁄8 in (79 cm) | 8+3⁄4 in (22 cm) | 4.21 s | 1.49 s | 2.42 s | 41.0 in (104 cm) | 10 ft 11 in (3.33 m) |
| All values from NFL Combine |                |                   |                  |        |        |        |                  |                      |

ドラフト前のスカウティングコンバインにて、40ヤード走で歴代最速となる4秒21を記録した。
2024年のNFLドラフトにて、全体28位でカンザスシティ・チーフスから指名された。